# مجزرة مدرسة أبو حسين أكتوبر 2024
مجزرة مدرسة أبو حسين أكتوبر 2024 في 17 أكتوبر 2024، قصفت الجيش الاحتلال الإسرائيلي مدرسة أبو حسين الابتدائية التي تديرها الأونروا ، والتي تحولت إلى مأوى للفلسطينيين النازحين بسبب الاجتياح الإسرائيلي لقطاع غزة في مخيم جباليا للاجئين في شمال قطاع غزة. أسفرت الغارة الجوية عن استشهاد 28 فلسطينيًا على الأقل وإصابة 160 آخرين.

## خلفية
في الخامس من أكتوبر 2024، شنت الجيش الاحتلال هجومًا بريًا جديدًا على جباليا بهدف القضاء على ما قالت إنه مسلحين من حماس يعيدون تنظيم صفوفهم هناك. فرضت إسرائيل حصارًا على المنطقة وعرقلت دخول المساعدات إلى جباليا، وهو ما وصفه المبعوث الفلسطيني لدى الأمم المتحدة بأنه إبادة جماعية داخل إبادة جماعية.

## المجزرة
في 17 أكتوبر 2024، قصفت إسرائيل المدرسة الابتدائية، مما أسفر عن استشهاد 28 شخصًا على الأقل وإصابة أكثر من 160 آخرين، زاعمة أن الضربة استهدفت "نقطة التقاء عملياتية" لمسلحي حماس والجهاد الإسلامي الفلسطيني ، دون تقديم أدلة جوهرية. وقد حددت إسرائيل 18 رجلاً اتهمتهم بتنفيذ هجمات صاروخية ومهاجمة جنود جيش الاحتلال. وزعم الجيش الاحتلال أنه عمل على التخفيف من الضرر الذي لحق بالمدنيين في الغارة الجوية، بما في ذلك باستخدام المراقبة الجوية والذخيرة الدقيقة.
وقد نفت حماس بشدة الادعاء بأنها استخدمت مدرسة الأونروا لأغراض قتالية، ووصفته بأنه "ليس سوى أكاذيب" و"سياسة ممنهجة من جانب العدو لتبرير جريمته". وذكر مدير مستشفى كمال عدوان في بيت لاهيا أن المستشفى صغير ولا يمكنه استقبال جميع الفلسطينيين المصابين في الضربة، مضيفًا أن معظم من حضروا كانوا من النساء والأطفال. كما صرح بأنه لم يكن هناك ماء لإطفاء الحريق، وأن الهجوم يشكل مجزرة. اشتعلت النيران في عدة خيام، مما تسبب في ارتفاع الدخان. وصرح مسؤول في وزارة الصحة، "إن المدنيين والأطفال يُقتلون، ويحترقون تحت النيران". قُتل ما لا يقل عن 5 أطفال في الضربة.